# ФК Краковия
ФК „Краковия“ (на полски: Cracovia) е полски футболен отбор от град Краков.
Той е най-старият футболен клуб в Полша, който все още съществува.

## Успехи
- Екстракласа:
  -  Шампион (5): 1921, 1930, 1932, 1937, 1948
  -  Второ място (2): 1934, 1949
  -  Трето място (2): 1922, 1952
- Шампионат на Галиция:
  -  Шампион (1): 1913
- Купа на Полша:
  -  Носител (1): 2019/20
    - 1/2 финалист (1): 2007
- Суперкупа на Полша:
  -  Носител (1): 2020

## Състав 2015/16

### Български футболисти
- Владислав Романов: 2013 (3 мача - 0 гола)
- Антон Карачанаков: 2016/18 (5 мача - 0 гола)
- Диего Фераресо: 2016/21 (72 мача - 1 гол)